# City of uMhlathuze Local Municipality
City of uMhlathuze (englisch City of uMhlathuze Local Municipality, abgekürzt CoU) ist eine Lokalgemeinde im Distrikt King Cetshwayo der südafrikanischen Provinz KwaZulu-Natal. Der Verwaltungssitz der Gemeinde befindet sich in Richards Bay. Bürgermeister ist M. G. Mhlongo.
Ab dem 3. August 2016 wurde ein Teil der aufgelösten Gemeinde Ntambanana in das Gemeindegebiet integriert.
Der Gemeindename leitet sich von einem zusammengesetzten isiZulu-Begriff ab. Mhlati bedeutet „Kiefer“ (Körperteil) und thuzi bedeutet „kaut nicht“. Benannt ist die Gemeinde nach dem gleichnamigen Fluss, in dem früher viele Krokodile gelebt haben sollen. Infolgedessen wurde er von Einheimischen gemieden.

## Geografie
uMhlatuze liegt am Indischen Ozean und ist die drittgrößte Lokalgemeinde in der Provinz. Im Norden grenzt die Gemeinde an uMfolozi und im Süden an uMlalazi. Die Nationalstraße N2 führt entlang der Nord-Süd-Achse durch das Gemeindegebiet; somit ist ein Anschluss an das Verkehrsnetz der Provinz gewährleistet. Parallel zur N2 verläuft die Regionalstraße R102. Von der Küste aus Westen verläuft auf Höhe von Empangeni die R34 und bindet die Gemeinde somit an das Hinterland an.
Die Flüsse Mhlatuze, Mlalazi, Nseleni, Okula und Nsezi fließen durch das Gemeindegebiet. Außerdem liegen die Lagune Mhlatuze Lagoon und die Seen Mzingazi, Cubhu, Mpangeni und Nsezi in uMhlatuze.

## Städte und Orte
| - Amadaka - Bhiliya - Empangeni - Empembeni - Esikhawini - Ezikhaleni - Gobandlovu - Gubhethuka | - Mabuyeni - Madlanghala - Mahunu - Mazimazana - Mkhoma - Mkobasa - Ndleleni - Nkhanangu | - Nseleni - Ovondlo - Port Dunford - Ongoye - Richards Bay - Sikhalasenkosi - Uzimgwenya |

## Bevölkerung
2011 hatte die Gemeinde auf einem Gebiet von 793 Quadratkilometern 334.459 Einwohner.

## Parks und Naturschutzgebiete
- Kwambonambi Forest Reserve
- Umlalazi Naturschutzgebiet